# リボミック
株式会社リボミックは、東京大学医科学研究所の教授であった中村義一がファウンダーとなり設立した創薬系バイオベンチャー企業である。

## 概要
アプタマー創薬に特化した研究・開発を行っている。この技術はあらゆる創薬標的タンパク質に対して応用可能なため、プラットフォーム型の創薬ベンチャーである。
自社創造事業として、疾患関連タンパク質等のターゲットに結合するアプタマーを創製し、試験管内、実験動物等によって薬効や安全性を確認しヒトでの臨床試験の初期段階までを行う。
共同研究事業として、自社で創製したアプタマーを製薬企業がスクリーニングと各種の安全性試験を行い、新薬開発を進める。